# Arcoppia palmaria
Arcoppia palmaria är en kvalsterart som först beskrevs av Tseng 1982.  Arcoppia palmaria ingår i släktet Arcoppia och familjen Oppiidae. Inga underarter finns listade i Catalogue of Life.